# Oxyamerus himalayensis
Oxyamerus himalayensis är en kvalsterart som beskrevs av Durga Charan Mondal och Balsi Chand Kundu 1999. Oxyamerus himalayensis ingår i släktet Oxyamerus och familjen Oxyameridae. Inga underarter finns listade i Catalogue of Life.